# Distretto della Lapponia Selvatica
Il distretto della Lapponia Selvatica (Tunturi-Lapin seutukunta) è uno dei distretti della Finlandia. È geograficamente locato nella provincia della Lapponia. Il distretto è composto da quattro comuni e il numero della classificazione NUTS (NUTS-4) è 196.
La superficie del distretto è di 21310,14 km², dei quali 806,94 km² (il 3,78 %) sono ricoperti d'acqua.
Il 30 settembre 2020 la popolazione del distretto era di 15.176 abitanti, con una densità 0,7 ab./km².

## Comuni
- Enontekiö (comune)
- Kittilä (comune)
- Kolari (comune)
- Muonio (comune)